# 上御糸村
上御糸村（かみみいとむら）は三重県多気郡にあった村。現在の明和町の中部、明和町役場の北側一帯にあたる。

## 地理
- 河川：祓川、笹笛川

## 歴史
- 1889年（明治22年）4月1日 - 町村制の施行により、坂本村・馬之上村・中海村・佐田村・行部村・前野村および根倉村の一部の区域をもって上御糸村が発足。
- 1955年（昭和30年）4月1日 - 大淀町・下御糸村と新設合併して三和町が発足。同日上御糸村廃止。